# Cliffortia pungens
Cliffortia pungens är en rosväxtart som beskrevs av Presl. Cliffortia pungens ingår i släktet Cliffortia och familjen rosväxter. Inga underarter finns listade i Catalogue of Life.